# Тут немає нікого, крім...
«Тут немає нікого, крім…» (англ. Nobody Here But—) — науково-фантастичне оповідання американського письменника Айзека Азімова, вперше надруковано 1953 року журналом «Star Science Fiction Stories». Увійшло до збірки «Прихід ночі та інші історії» (Nightfall and Other Stories) (1969).

## Сюжет
Математик Кліф Андерсон та електронщик Біл Білінґз працюють в технологічному інституті над створенням портативної моделі комп'ютера, яку вони називають «Джуніор», їхня модель є значним досягненням для 1950-х років.
Біл довго не наважується освідчитись своїй дівчині Мері Ен.
Одного дня вони втрьох виявляють, що «Джуніор» втрутився у справу власного удосконалення. Йому вдалося перепрограмувати себе. Вчені виявляють у нього руки, якими він може працювати з інструментами та запчастинами. Також «Джуніор» оснастив себе звуковою системою.
Вчені намагаються відключити «Джуніора», в процесі Кліф несподівано вимагає від Біла освідчитись Мері Ен, що той і робить.
Через деякий час Біл з'ясовує, хто говорив голосом Кліфа.